# بولیلیما
بولیلیما (به لاتین: Bulilima) یک منطقهٔ مسکونی در زیمبابوه است که در استان ماتابلند جنوبی واقع شده‌است.